# محمود حسن صالح
محمود حسن صالح (انگلیسی: Mahmoud Hassan Saleh؛ زادهٔ ۴ مهٔ ۱۹۶۲) بازیکن فوتبال است.
وی همچنین در تیم ملی فوتبال مصر بازی کرده‌است.